# Николаевская церковь (Ара-Киреть)
Николаевская церковь  — православный храм в станице Ара-Киреть Бичурского района.

## История
Николаевская-миссионерская церковь была построена забайкальскими казаками на центральной площади станицы Ара-Киретской в XVII-XVIII веках. Церковь была приписана к 17-й благочинию Иркутской епархии.

17-й благочинный округ, ст. Аракиретская, Николаевская-миссионерская церковь, священник - Миловидов, псаломщик - Стефан Прокопьевич Попков.— Из Памятной книги Забайкальской области на 1912 год
 Клир проводил миссионерскую деятельность среди монгольских племен Ашабагатов и Цонголов. Вскоре в станице была построена и открыта церковно-приходская школа с четырьмя классами образования.

Весной 1942 года церковь была отчуждена государству и использовалась под клуб колхоза имени "105 полка".

 «…Исполком Бичурского аймсовета на Ваше от 3/1V-42 г. за №1-9-58 отвечает: Согласно прилагаемого Вами списка молитвенные дома, переданные для использования под культурные нужды, используются следующим образом: ... 2. Православная церковь Ара-Киретского сельисплкома используется под клуб колхоза им.105 полка…»— Из письма Бичурского аймсовета консультанту юридической группы Президиума Верховного Совета БМАССР об использовании церквей и молитвенных домов под культурные нужды (с. Бичура 17 апреля 1942 г.)
В настоящее время здание разрушено.